# Memorijalni centar Nikola Tesla
Memorijalni centar „Nikola Tesla“ je multidisciplinarna institucija koja objedinjuje znanost, umjetnost i turizam. Nalazi se u Smiljanu, a pod upravom je Muzeja Like Gospić. Otvoren je 10. srpnja 2006. godine povodom obilježavanja 150 godina rođenja Nikole Tesle.
Memorijalni centar je zamišljen kao okupljalište za razne korisnike: djecu predškolskog uzrasta, školsku djecu, studente, umirovljenike, turiste, mjesno stanovništvo, Tesline obožavatelje, umjetnike itd.
Koncept Memorijalnog centra je koegzistiranje raznih sadržaja. Ranije su postojali rodna kuća Nikole Tesle (u kojoj se sada nalazi stalni postav dokumentarne građe) i pripadajući gospodarski objekt, crkva sv. apostola Petra i Pavla Srpske Pravoslavne Crkve (u kojoj je Teslin otac svojedobno vršio parohijsku službu), groblje, kameni spomenici i klupe arhitekta Zdenka Kolacija. Novoizgrađeni objekti su: trijem, parkiralište, pješačke staze, spomenik kipara Mile Blaževića, auditorij, prototipovi Teslinih izuma – Teslina ispitna stanica iz Colorado Springsa, Teslina turbina, Teslin brod kojim se može upravljati s pomoću radiovalova, most (s kojeg se promatra gibanje daljinski upravljanog broda), multimedijalni centar, dječje igralište (didaktičke igračke omogućavaju razumijevanje rada strojeva), ambijentalna rasvjeta itd.
Pod oznakom Z-2265 centar je zaveden u Registar kulturnih dobara Republike Hrvatske kao nepokretno kulturno dobro - kulturno – povijesna cjelina, pravna statusa zaštićena kulturnog dobra, klasificirano kao "memorijalna baština".

## Galerija
| Recepcija Memorijalnog centra | Ulaz u Teslinu rodnu kuću | Teslina eksperimentalna postaja | Multimedijska zgrada | Teslina rodna kuća izvana |

## Vanjske poveznice
- Službene stranice Memorijalnog centra (hrv.), (engl.)